# Chironia decumbens
Chironia decumbens är en gentianaväxtart som beskrevs av Margaret Rutherford Bryan Levyns. Chironia decumbens ingår i släktet Chironia och familjen gentianaväxter. Inga underarter finns listade i Catalogue of Life.